# Клодт, Константин Александрович
Константи́н Алекса́ндрович Клодт фон Ю́ргенсбург (5 [17] марта 1868, Орловская губерния — 26 августа 1928, Касли, Уральская область) — русский и советский скульптор, педагог; внук П. К. Клодта. Брат Н. А. Клодта и Е. А. Клодта.

## Биография
Родился в 1868 году в Орловской губернии в семье дочери П. Клодта — Веры Петровны Клодт (1843—1924) и Александра Константиновича Клодта (1840—1871), сына К. К. Клодта. Вера Петровна и Александр Константинович приходились друг другу двоюродными сестрой и братом.
Александр Константинович Клодт, проиграл в карты имение в Орловской губернии, подаренное Вере Петровне её отцом, и когда он умер, то семья осталась без средств к существованию. Вера Петровна уехала в Москву, снимала квартиру в Замоскворечье, на жизнь зарабатывала рукоделием. С помощью родственников трое братьев Клодт были приняты на учёбу в Московское художественное училище ваяния и зодчества на казенный счет.
В 1883—1892 годах Константин Клодт учился в училище по классу скульптуры в мастерской С. И. Иванова, зачетные работы отмечались серебряными медалями, участвовал в выставках училища, в 1892 году за создание фигуры «Тарас Бульба» награждён золотой медалью, присвоено звание классного художника и чин 14-го класса.
По рекомендации своего брата Евгения он поступил работать на Московскую фабрику фирмы К. Фаберже.
В 1896 году совет Московского училища живописи, ваяния и зодчества, рассмотрев кандидатуры лучших выпускников за последние пять лет, решил отправить Константина Александровича Клодта за границу. Целью поездки было ознакомление с художественной жизнью, музеями и памятниками Европы. Скульптор посетил Берлин, Дрезден, Париж, Рим, Милан и Венецию.
В 1897—1898 годах — вольнослушатель Высшего художественного училища при Академии художеств; учился у Владимира Беклемишева.
В 1898—1918 годах — преподаватель скульптуры и рисунка в Пензенском художественном училище, куда пригласил его работать К. А. Савицкий.
После установления советской власти в городе училище было преобразовано в Пензенские свободные государственные художественные мастерские, а К. А. Клодт был отстранен от преподавания. Семья (вместе с семьей К. Клодта жили его мать и сестра Софья) бедствовала. От нищеты и голода семью спасло приглашение бывшего ученика и коллеги Павла Викторович Серегина на работу в город Касли на чугунолитейный завод.
В 1921—1928 годах — скульптор Каслинского чугунолитейного завода, где принял участие в создании эмалировочного цеха завода, в 1922 году организовал на заводе школу художественного литья и руководил ею, обучал рабочих лепке, рисованию и формовке, был директором и преподавателем лепки в ФЗУ при заводе.
Умер в 1928 году. Похоронен на Каслинском городском кладбище.
Жена (с 1899) — Тамара Константиновна Клодт, урожд. Харитонова (1879—?)
Дети:
- Нина (1900—?), в замуж. Бирзуль. После отъезда семьи Клодт в Касли, она вместе со своей теткой осталась жить в Пензе. Жила в Казахстане, в Актюбинске, затем уехала в Ригу[2]. Муж — Бирзуль Яков Иванович[5], с которым они познакомились, когда тот лечился в Пензенском госпитале, после ранения на германском фронте.[2] Сын — Константин Яковлевич Бирзуль (род. 1923), участник Великой Отечественной войны[6].
- Павел (1902—1915, умер от тифа)
- Петр (1902/4—1924)

## Творчество
- «Толстой на пашне» (1889).
- Фигура «Тарас Бульба» (1892).

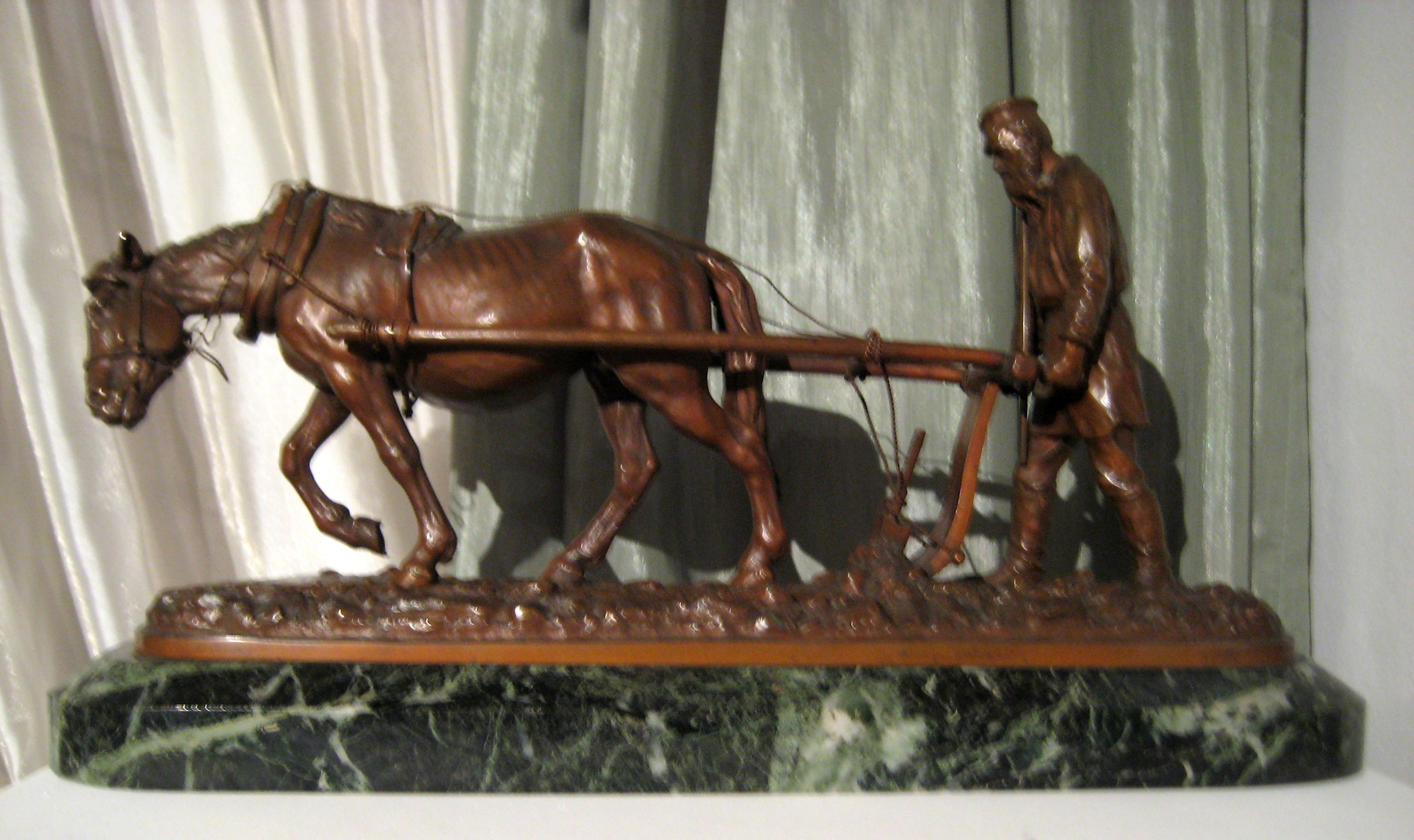
Дореволюционная работа К. А. Клодта «Л. Н. Толстой на пашне», 1899 год

- Львиные головы для дома купца Вярвельского (1896—1898).
- Лепные орнаменты для Крестьянского поземельного банка в Пензе (1900 года).
- Конная группа для Московского ипподрома (1899).
- Участвовал в создании квадриги коней для фронтона Большого театра

Работы в статусе скульптора Каслинского чугунолитейного завода (1921—1928):
- Памятник героям, павшим за революцию (фигура рабочего; 1918—1922), установленный на заводской площади в Каслях. Изготовленные по этому образцу скульптуры были установлены также в Златоусте, Верхнем Уфалее, Лысьве (Пермская область), Сысерти (Свердловская область).
- Разработал для печных дверок 15 образцов новых рельефов с советской символикой (серпа и молота, пятиконечной звезды, винтовки).
- Бюст В. И. Ленина (1923 год) и скульптура (статуэтка) «В. И. Ленин» (1924 год).
- Барельефный портрет Ф. Э. Дзержинского (1926 год).
- Автор ряда произведений декоративно-прикладного искусства (нож для разрезания книг «Пионер», карандашница «Спорт», зажигалка «Ножка»).

Каслинское литье по моделям К. А. Клодта
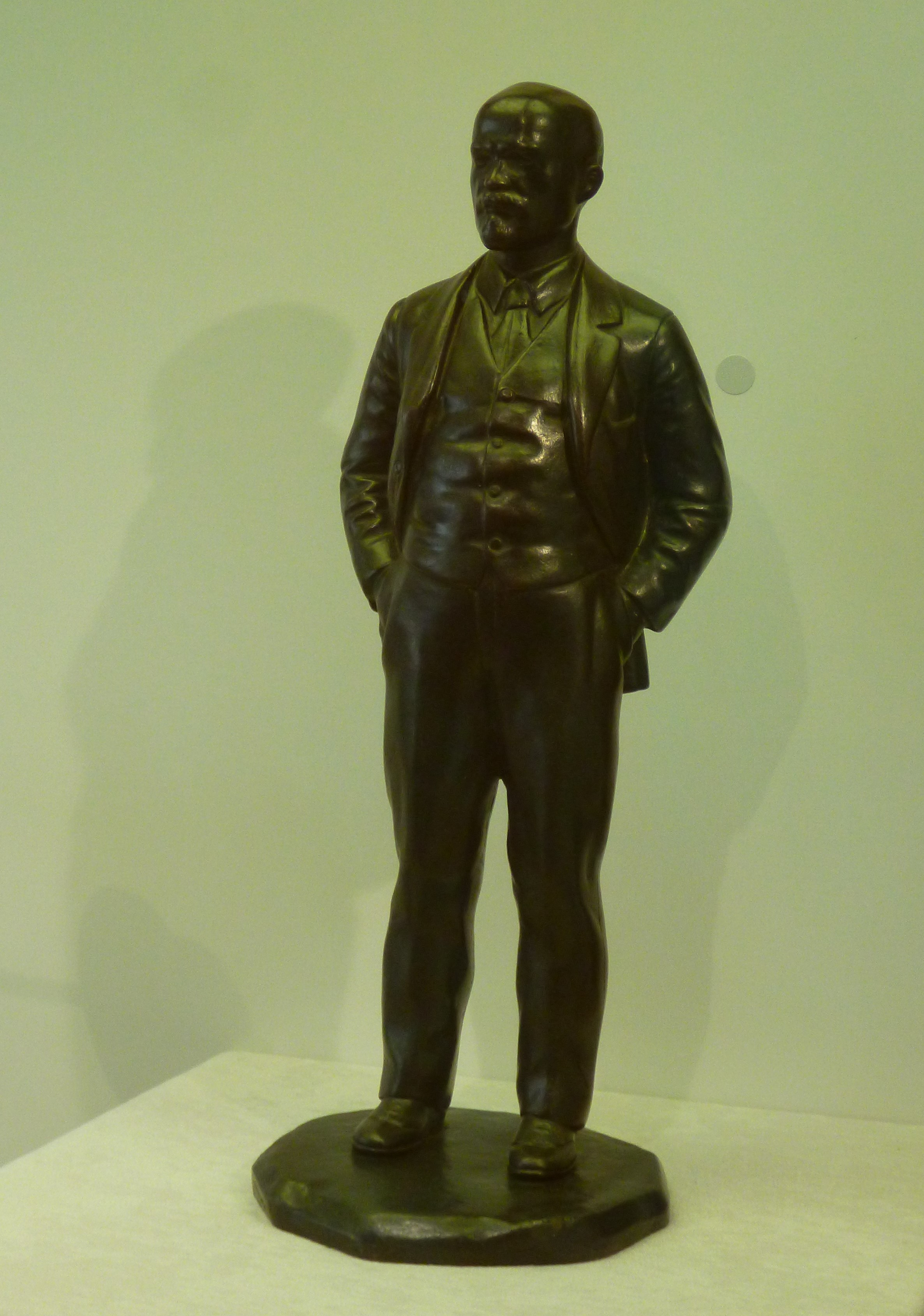
В. И. Ленин по модели 1924 года
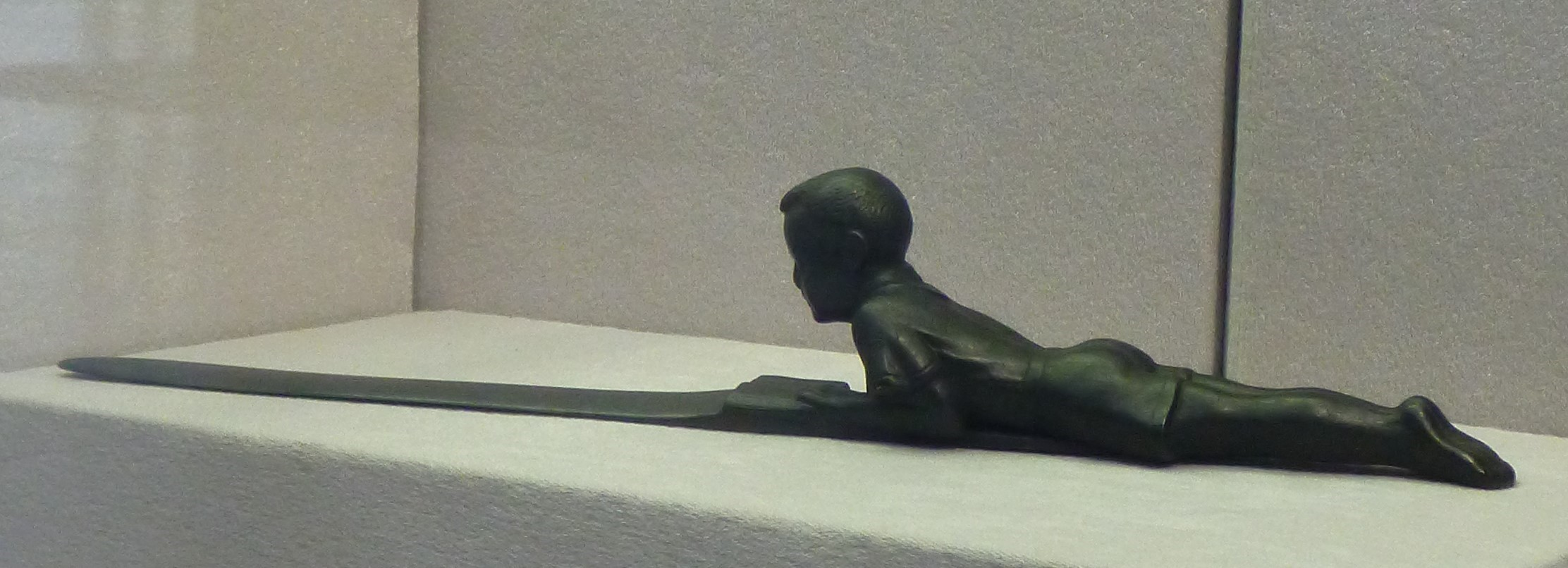
Нож для разрезания бумаг «Пионер» по модели 1924–1928 годов
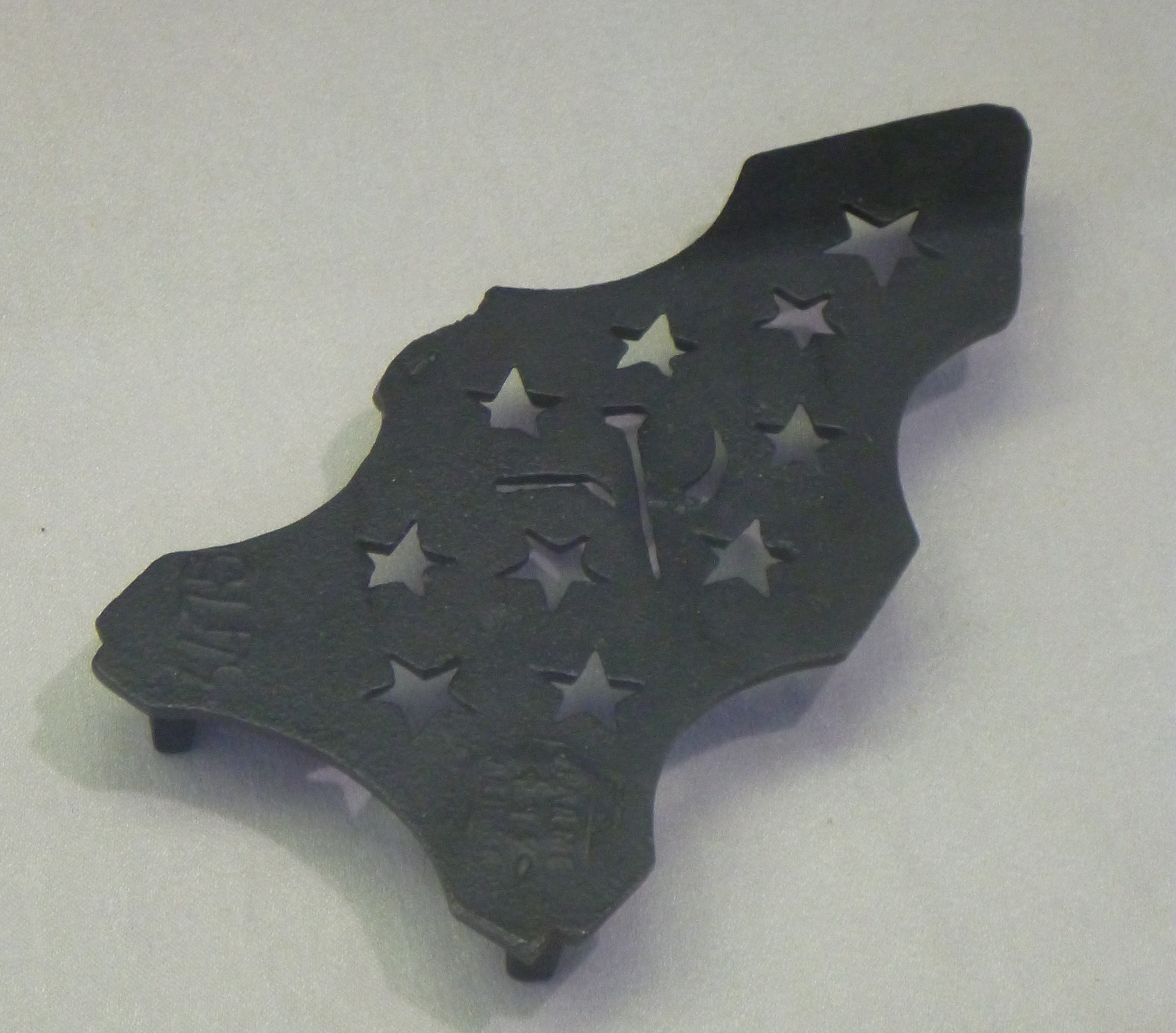
Подставка под утюг по модели 1924—1928 годов
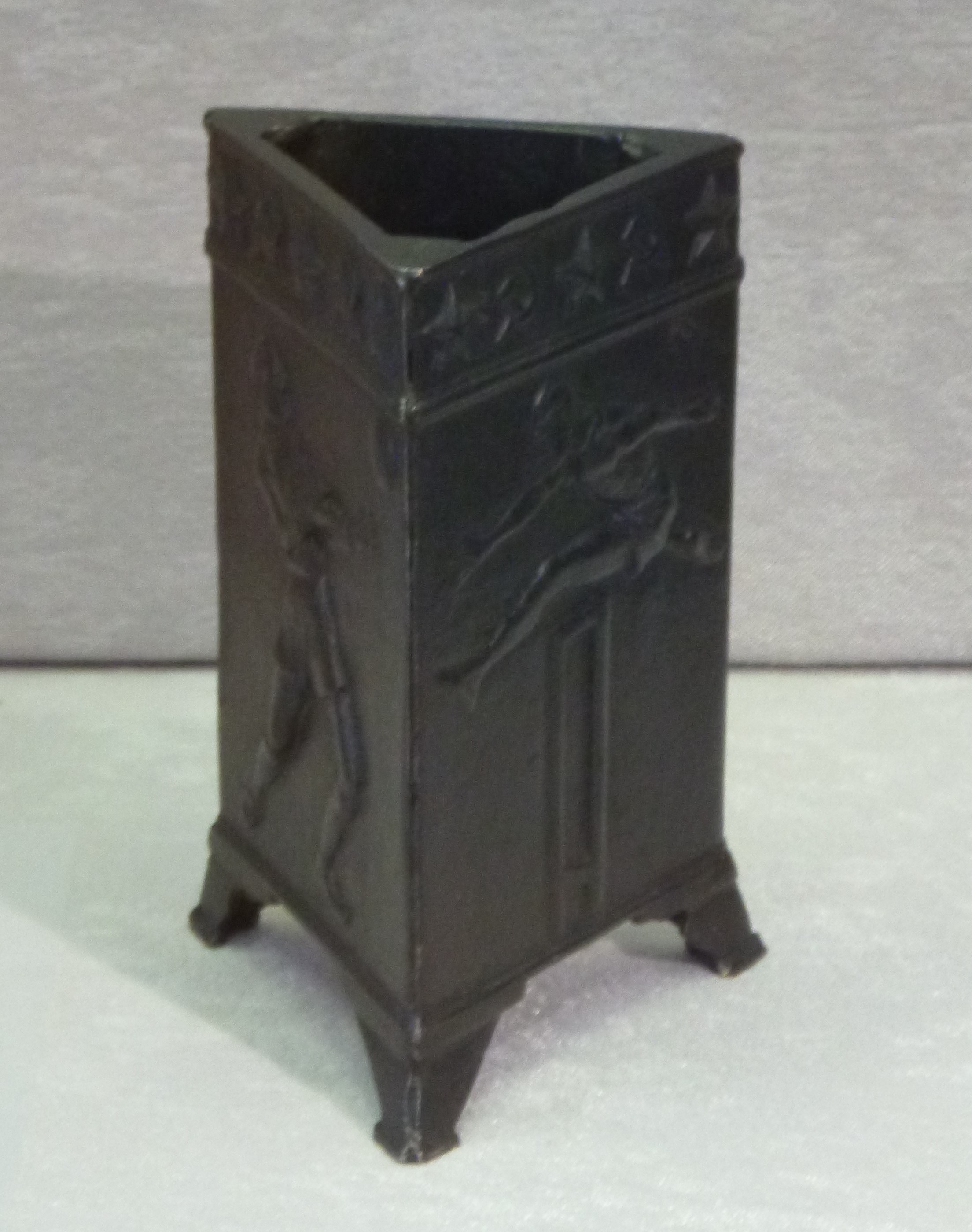
Карандашница «Спорт» по модели 1924—1928 годов